# Cistanthe thyrsoidea
Cistanthe thyrsoidea är en källörtsväxtart som först beskrevs av Karl Friedrich Carlos Federico Reiche, och fick sitt nu gällande namn av Peralta och D.I.Ford. Cistanthe thyrsoidea ingår i släktet Cistanthe och familjen källörtsväxter. Inga underarter finns listade i Catalogue of Life.